# Hiàmpolis
Hiàmpolis (grec antic: Ὑάμπολις, llatí: Hyampolis) era una antiga ciutat de la Fòcida que Homer esmenta al Catàleg de les naus de la Ilíada.
Pausànias i Estrabó diuen que havia estat fundada pels hiantes després de ser expulsats de Beòcia pels cadmeons. Era a la via que anava d'Orcomen a Opunt i a l'entrada d'una vall que formava el pas entre la Lòcrida i la Fòcida cap a Beòcia. La seva situació estratègica la va fer protagonista d'alguns fets de la història grega.
Durant les Guerres mèdiques, en aquest pas, els focis van obtenir una important victòria sobre els tessalis, segons Heròdot, que també diu que la ciutat va ser destruïda per l'exèrcit de Xerxes I de Pèrsia al voltant de l'any 480 aC, però es va refer. L'any 371 aC, Jàson de Feres, quan marxava per la Fòcida mentre tornava de Beòcia després de la batalla de Leuctra, va ocupar Hiampoliton, probablement Cleones, una vila del territori de Hiàmpolis, segons diu Xenofont. L'any 347 aC es va lliurar a la rodalia de la ciutat una batalla entre beocis i focis, explica Diodor de Sicília. Es diu que Filip II de Macedònia va destruir la ciutat, però com que Pausànias menciona l'àgora, el teatre i l'edifici on es reunia el senat, segurament devia destruir només les fortificacions. De totes maneres va continuar habitada, i se la menciona durant les guerres romanes a Grècia. Hadrià hi va construir una estoa. Pausànias parla d'un temple d'Artemisa, la principal deïtat de la ciutat. Plini el Vell i Claudi Ptolemeu la situen erròniament a Beòcia.
En resten algunes ruïnes a poca distància al nord de la ciutat de Vogdáni, principalment restes de les muralles (bastant completes al costat oest); són a uns 3 km de l'antic puig Abes (al nord-oest). Al sud la vall de Khúbavo on hi ha una font que surt de la roca i vessa l'aigua a una construcció antiga, que probablement es troba en el seu lloc original.
Estrabó diu que hi havia una altra ciutat del mateix nom a Fòcida, a la vora del mont Parnàs.